# Finn Reske-Nielsen
Finn Reske-Nielsen (født 14. januar 1950) blev efter en lang oversøisk karriere i De Forenede Nationer (FN) tilknyttet FN's fredsbevarende mission i Østtimor, fra missionen blev oprettet i 2006 til den blev nedlagt i 2012, og fungerede som missionens chef i dens sidste år.

## Uddannelse og karriere
Finn Reske-Nielsen blev cand.scient.pol. i 1976 fra Institut for Statskundskab, Aarhus Universitet, hvor han også underviste i en periode, hvorefter han fra 1977 til 2013 gjorde karriere i De Forenede Nationer (FN). I de tidlige år arbejdede han for FN's flygtningeorganisation (UNHCR) i Zambia og Schweiz. Derefter havde han stillinger i FN's Udviklingsprograms kontorer i Papua Ny Guinea og Namibia og tilbragte 10 år i FN's hovedkvarter i New York, hvor han beskæftigede sig med kampen mod apartheid og for Namibias selvstændighed. Fra 2002 til 2006 var han Resident Coordinator i FN’s Udviklingsprogram – UNDP i Laos. Fra 2006 til 2012 arbejdede han for FN's fredsbevarende mission i Østtimor, også kaldet United Nations Integrated Mission in Timor-Leste (UNMIT), først som stedfortrædende chef og i 2012 som dens chef.
I 2016 udgav Reske-Nielsen sammen med sin hustru, Bodil Knudsen, bogen Med FN på fem kontinenter.